# Rothmannia
Rothmannia é um género botânico pertencente à família Rubiaceae. Este género possui ceca de 40 espécies. Podem ser encontradas na África tropical, na Ásia e nas ilhas Seicheles. No sul da África ocorrem 3 espécies.

## Espécies
- Rothmannia annae
- Rothmannia capensis
- Rothmannia globosa